# Llanfairpwllgwyngyllgogerychwyrndrobwllllantysiliogogogoch
Llanfairpwllgwyngyllgogerychwyrndrobwllllantysiliogogogochⓘ (pe scurt Llanfairpwllgwyngyll) este un sat situat pe insula Anglesey din Țara Galilor, vis-a-vis de Bangor. Are o populație de 3.040 locuitori (2001). Numele localității este printre cele mai lungi din lume, cuprinzând 58 de litere.

## Denumire

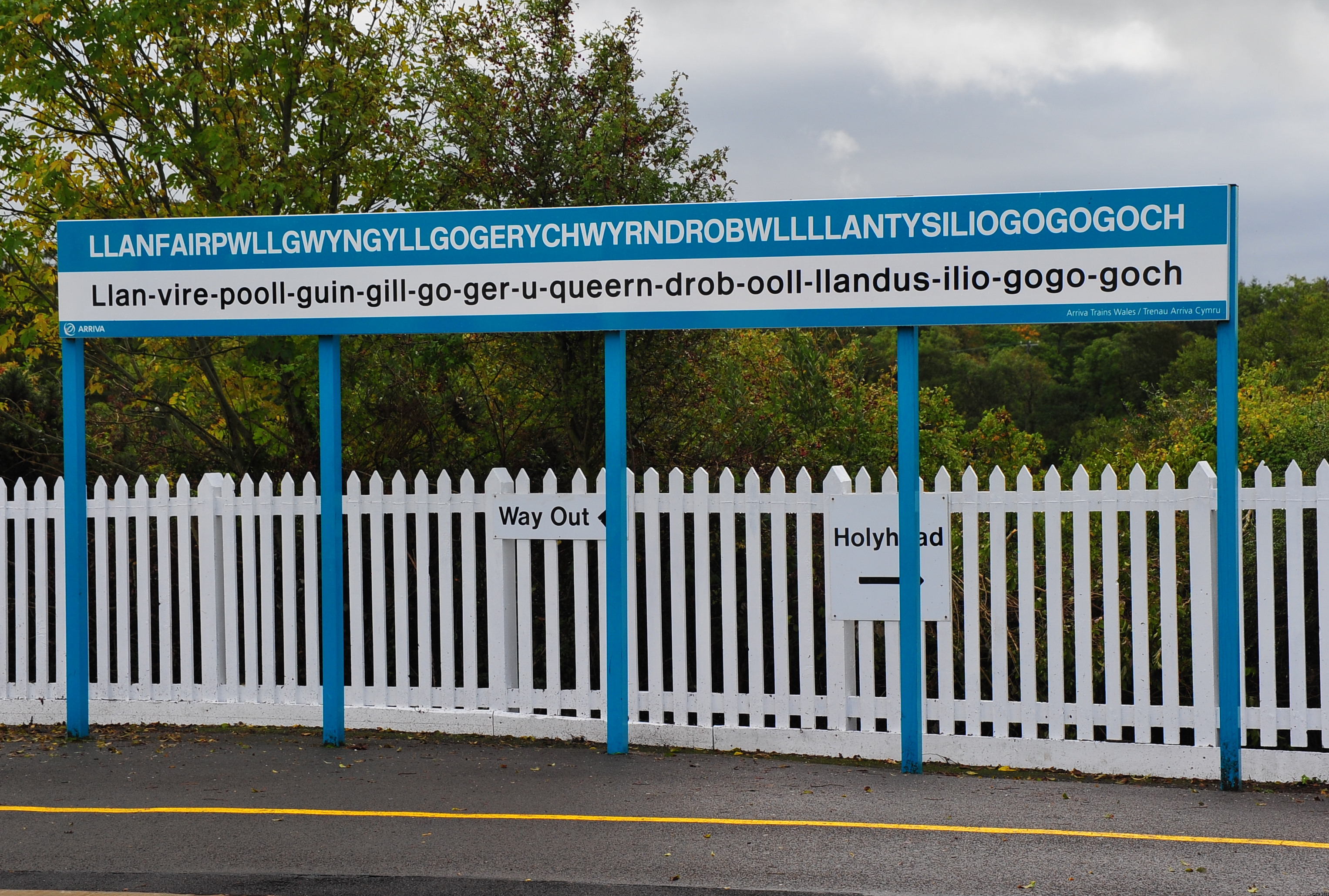
Placarda din stația de tren cu pronunția corectă a numelui pentru vorbitorii de limbă engleză.

Forma lungă a numelui este cel mai lung nume al unui oraș din Marea Britanie, și unul dintre cele mai lungi nume din lume, având 58 de litere.
Denumirea inițială a fost Llanfair Pwllgwyngyll, fiind schimbată in sec XIX,putându-se scrie si Llanfairpwllgwyngyll. Mai este cunoscut de localnici ca Llanfairpwll sau Llanfair.

### Semnificația numelui
Numele Llanfairpwllgwyngyllgogerychwyrndrobwllllantysiliogogogoch înseamnă "Biserica Sfânta Maria (Llanfair) din luminișul (pwll) alunului alb (gwyngyll) de lângă (goger) pârâul rapid (y chwyrndrobwll) și Biserica Sf. Tysilio (llantysilio) din peștera roșie (gogogoch)."